# Grasten
Grasten er en bebyggelse på den sydvestligste del af Thurø i Sydfynske Øhav, Svendborg Kommune.
Fra Grasten kan der fra maj til september sejles med veteranfærgen M/S Helge til Valdemars Slot, Troense og Vindebyøre på Tåsinge samt Christiansminde og Svendborg på Fyn.